# Андреас Огріс
Андреас Огріс (нім. Andreas Ogris, нар. 7 жовтня 1964, Відень) — австрійський футболіст, що грав на позиції нападника. По завершенні ігрової кар'єри — тренер. Футболіст року в Австрії (1990).
Майже усю кар'єру провів виступаючи за «Аустрію» (Відень), з якою став п'ятиразовим чемпіон Австрії та триразовим володарем Кубка Австрії. Також виступав за національну збірну Австрії, у складі якої був учасником чемпіонату світу 1990 року.

## Клубна кар'єра
Вихованець клубу «Флорідсдорфер», з якого потрапив до «Аустрії» (Відень). За першу команду віденців дебютував 11 вересня 1983 року в матчі Бундесліги проти ЛАСКа (Лінц), вийшовши на заміну на 76 хвилині замість Тоні Польстера. З командою він у тому і наступному сезоні став чемпіоном Австрії, але основним гравцем не був, зігравши лише по 2 гри у чемпіонаті, тому у 1985 році Андреас був відданий в оренду на сезон до клубу «Адміра-Ваккер», повернувшись з якої став одним з головних бомбардирів команди, маючи середню результативність на рівні 0,44 гола за гру першості і 1990 року виборов Кубок Австрії та був визнаний гравцем року в Австрії.
Після вдалого виступу на чемпіонаті світу влітку 1990 року Огріс був проданий за рекордну на той час суму в 40 мільйонів шилінгів у іспанський «Еспаньйол», де провів наступний сезон. Спочатку іспанці заплатили 12 мільйонів, а влітку 1991 року мали переказати ще 28 мільйонів шилінгів, втім барселонський клуб не зміг зібрати другий внесок, і Огріс повернувся до «Аустрії».
Цього разу Огріс відіграв за віденську команду ще сім сезонів своєї ігрової кар'єри (з невеликою перервою а оренду в ЛАСК (Лінц) у другій половині 1992 року) і за цей час додав до переліку своїх трофеїв ще три титули чемпіона Австрії та двічі ставав переможцем Кубка Австрії.
Завершив ігрову кар'єру у команді «Адміра-Ваккер», за яку виступав протягом сезону 1997/98 років.

## Виступи за збірні
У складі збірної Австрії до 20 років брав участь у молодіжному чемпіонаті світу 1983 року, де зіграв у всіх трьох іграх, а Австрія посіла останнє місце у групі, не забивши жодного гола.
15 жовтня 1986 року дебютував в офіційних іграх у складі національної збірної Австрії в матчі кваліфікації на Євро-1988 проти Албанії (3:0), забивши в ній і свій перший гол.

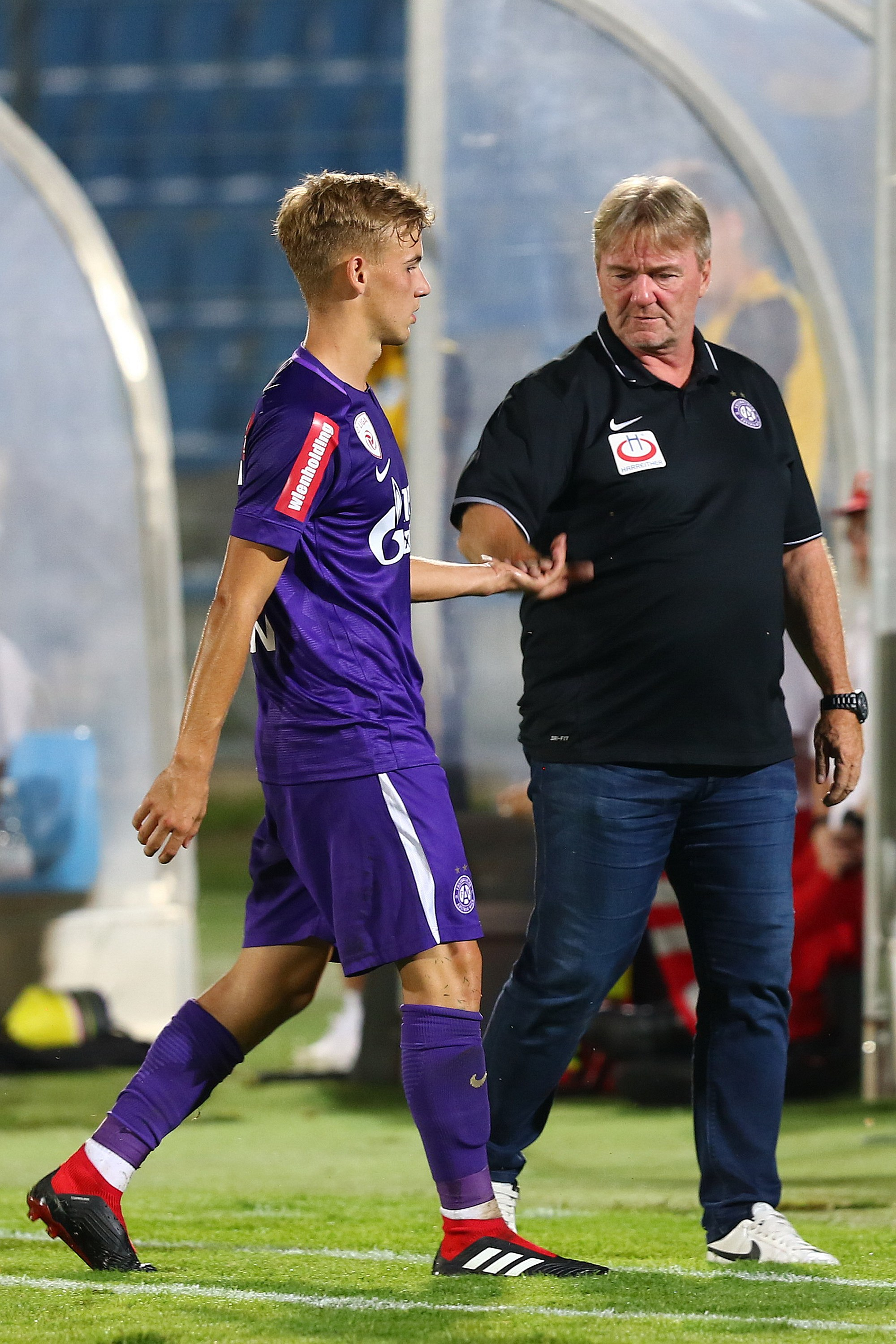
Огріс (праворуч) як тренер «Аустрії ІІ» разом з гравцем Нільсом Ганом. 2018 рік.

У складі збірної був учасником чемпіонату світу 1990 року в Італії, зігравши у всіх 3 іграх — з Італією (0:1), Чехословаччиною (0:1) і США (2:1) і забив в останній з них гол, але австрійці не змогли вийти з групи.
Загалом протягом кар'єри у національній команді, яка тривала 12 років, провів у її формі 63 матчі, забивши 11 голів і з листопада 1999 і до кінця 1992 року був капітаном збірної.

## Кар'єра тренера
Після завершення кар'єри гравця він працював тренером у нижчолігових командах «Зіммерингер СК», ПСВ (Відень), «Швадорф» та «Флорідсдорфер».
Згодом Огріс повернувся до рідної «Аустрії» (Відень), де спочатку працював у академії з командою U-18, а з 21 лютого 2014 року Огріс тренував резервну команду. Після поразки першої команди в матчі від «Ріда» Огріс тимчасово замінив звільненого Геральда Баумгартнера. Свій перший матч на чолі «Аустрії» Огріс програв з рахунком 1:3 «Ред Булл» і загалом до кінця сезону керував командою у 14 іграх (4 перемоги, 5 нічиїх, 5 поразок, різниця голів 15:17). Після приходу в клуб нового тренера Торстена Фінка Огріс повернувся до роботи з резервною командою, звідки був звільнений у березні 2019 року. 
З серпня 2021 року став працювати у «Аустрії» скаутом.

## Титули і досягнення

### Командні
- Чемпіон Австрії (5):

«Аустрія» (Відень): 1983/84, 1984/85, 1990/91, 1991/92, 1992/93
- Володар Кубка Австрії (3):

«Аустрія» (Відень): 1989/90, 1991/92, 1993/94
- Володар Суперкубка Австрії (3):

«Аустрія» (Відень): 1990, 1993, 1994

### Особисті
- Футболіст року в Австрії: 1990

## Особисте життя
Його брат Ернст Огріс (1967—2017) також був професійним футболістом і виступав за «Аустрію» та збірну Австрії.